# L'amore graffia il mondo
L'amore graffia il mondo è un romanzo di Ugo Riccarelli del 2012, vincitore del Premio Campiello 2013.

## Trama
Parte prima - Delmo è capostazione in una piccola località della Toscana e vive con la famiglia nella casa dei ferrovieri. Dopo un primo matrimonio finito con la morte per parto della moglie Luisa, Delmo, che ha due bambini, si sposa con Maria, la migliore amica della defunta moglie. Arrivano due maschietti, Severo e Olmo, poi, con fastidio di Delmo, nasce una bimba, alla quale lo stesso Delmo, incantato per la bellezza di una locomotrice, pone il nome di Signorina. Le figlie di Delmo crescono amando la lettura e Signorina un giorno incontra un buffo omino che, con un foglio di carta, crea un vestito per la sua bambola. Signorina ha predisposizione per il modello e impara subito, ma la famiglia non gradisce che stia troppo sulle carte. Un giorno avviene una brutta lite: Ada, ormai cresciuta, si è invaghita di Mario, un giovane fascista e il padre ha una reazione violenta: dopo aver picchiato la figlia, aggredisce Mario e gli impone un matrimonio alla svelta. Nel frattempo Signorina ha concluso le elementari e viene collocata dalla signorina Mei, la sarta del paese, che ne riconosce il talento fuor del comune. Soffrendo per l'esilio dell'Ada, la ragazzina va a metterle piccoli regali sulla finestra, finché Mario parte per la guerra d'Abissinia, lasciando un'officina ben avviata, la moglie e un piccino.
Ma la guerra si prende anche Leone, figlio maggiore di Delmo, nonché Severo. Olmo gira inutilmente in cerca di lavoro e Ada è costretta a chiedere aiuto alla famiglia. I genitori accolgono volentieri lei e il figlio, chiamato Impero, ma i mezzi si assottigliano e le cose peggiorano. Dopo l'Abissinia, arriva l'invasione italiana dell'Albania, quindi l'entrata nella seconda guerra mondiale e Mario infine, tornato ancora senza nulla ma più che mai convinto di una vittoria totale, se ne va sul camion che lo porta a combattere per la repubblica di Salò. Arrivano anche le forze alleate e con i loro bombardamenti sventrano il paese: la signorina Mei è costretta a chiudere il suo atelier. Nell'accomiatarsi dalle operaie, dona a Signorina i suoi quaderni di preziosi appunti, perché in seguito sia l'erede di tanta bellezza e maestria. Così si trascinano gli anni fino al 1945, quando finalmente tutti gli uomini sopravvissuti a prigionie, azioni partigiane e altri orrori, ritornano a casa e ha inizio la ricostruzione. Anche Mario è tornato e si porta Ada e Impero a Milano.
Parte seconda - Un'amica esorta Signorina a riaprire la sartoria e lei si installa accanto alla casa di Mario, dove c'è un vasto locale. Il lavoro è molto e del resto i due fratelli Leone e Severo vanno in Francia, aiutando la famiglia con parte dei loro guadagni. In questo periodo Signorina conosce un giovane ospite dell'amica Gianna; si chiama Beppe e viene da un paese nei pressi di Torino. Tra Signorina e Beppe nasce un amore, ma lei è irremovibile di fronte alle richieste del giovane, memore di quanto è accaduto alla Ada. Così passano quattro anni per arrivare al matrimonio, dove Signorina si presenta in un abito lilla confezionato da lei. La partenza degli sposi per un breve viaggio di nozze, si conclude con l'arrivo al paese di Beppe. Lui ha fatto il possibile perché la giovane moglie si senta accontentata nei legittimi desideri che coltiva: una casa e un atelier. C'è tutto, ma un giorno Signorina scopre quasi per caso la verità: Beppe è pieno di debiti e sta rischiando moltissimo. Signorina si ritrova incinta e, trascurando se stessa e le esigenze della creatura in arrivo, stila dei piani atti a salvare Beppe dal fallimento. Lei si impegna a fondo a fargli da segretaria e non sta ferma un solo istante.
Parte terza - La nascita del piccolo Ivo avviene in un clima strano: il bambino, assai minuto, non piange subito e sembra che qualcosa sia andato storto. Si evidenzia molto presto un problema di fiato raschiante, accompagnato da crisi di soffocamento. Le cure per il piccino affliggono i genitori, ma quando Signorina si rende conto di essere rimasta nuovamente incinta, si rivolge alla cognata Nanda per interrompere la gravidanza. Il sacrificio, anche economico, è purtroppo l'unica via da seguire, in quanto il male di Ivo non ha ancora un nome. Non servirà girare gli ospedali: una soluzione è fornita da un collegio al mare, dove Ivo sta mal volentieri e solo la possibilità di suonare sul piccolo organo della cappella riesce ad alleviare la sofferenza. Nel frattempo i genitori si sono risollevati sul piano economico e possono visitare il bambino tutte le domeniche. A casa hanno preso un pianoforte verticale e lo hanno collocato accanto al letto del figlio. Per quattro anni dura la vita di collegio, poi Ivo vuole ad ogni costo tornare a casa.
Inizialmente il ritorno a casa sembra promettere un avvenire più tranquillo. Anche Signorina è stata malata e ricoverata in una clinica per malattie mentali, ma si è ripresa da un giorno all'altro, dopo una lunga degenza. Nella bella e confortevole casa che la coppia è riuscita a costruire, Signorina riprende quasi per caso il lavoro di sarta; ormai Ivo non è più così piccino. Ma la soddisfazione dura poco: promosso all'esame di terza media con voti molto brillanti, Ivo desidera frequentare il Conservatorio a Torino. Eppure un giorno il padre lo trova al pianoforte, in preda a un attacco febbrile violento. Chiama Signorina che stava a lavorare con i modelli e si precipitano al primo ospedale. Ivo viene posto sotto una maschera per l'ossigeno. Qui Signorina si rende conto di dover chiudere con tutta la vita precedente e dapprima riduce a brandelli i vestiti in preparazione o terminati, poi, in un atto puramente simbolico, lacera tutte le creazioni fatte dalla fanciullezza, per sé e per l'Ada; annulla nella mente, per sempre, i luoghi in cui ha operato e creato, affinché non resti più nulla.
Parte quarta - Gli anni sono passati e ora la famiglia sta andando in aereo a Londra, con la speranza di un trapianto ai polmoni per Ivo. Lui giace in una barella, con tubi e mascherina. L'arrivo nel nuovo paese prosegue con il ricovero di Ivo, mentre i genitori affittano una stanzetta nelle vicinanze. Continuano i sacrifici, le illusioni e le disillusioni finché, un certo giorno, è il turno di Ivo ad essere trapiantato. I genitori non riescono a pensare coerentemente e sono sorpresi, ma anche felicissimi, della relativamente rapida guarigione del loro amato figlio. Si ritorna al paese in Piemonte e finalmente il giovane può esprimere con la sua musica tutto ciò di cui è capace e a fare una brillante carriera.
Signorina pensa di aver trasmesso lei al figlio il dono della musica, amando così tanto la bellezza e la levità, ma una sera deve di colpo fare i conti con il suo passato. Beppe ha parlato di cifre che non tornano e lei è entrata nello sgabuzzino dove tiene i documenti: un raccoglitore cade, spargendo a terra il contenuto ed eccoli, i due quaderni della signorina Mei. E d'improvviso la donna ripensa a tutte le cose cui ha dovuto rinunciare per amore: dalle storie di Ada e Mario, ai debiti di Beppe ed infine alla piccola vita che ha sacrificato per amore di Ivo e per curarne i problemi. Una visione, quella del suo cuore ferito, sbrindellato, che si riparerebbe con un po' di filo della giusta qualità, poi il buio. Quando si risveglia è all'ospedale e Ivo è accanto a lei: le dice che ha il cuore un tantino in disordine e di aver pazienza. Lei ricade nel buio e ancora è alle prese con il suo cuore, che per amore ha sottoposto a lacerazioni e tradimenti. Ha tradito soprattutto l'omino della stazione e la signorina Mei e ora non si può rimediare. E non ha mai avuto alternative.

## Personaggi
- Delmo, capostazione in una cittadina di provincia, in Toscana.
- Luisa, prima moglie di Delmo, muore al secondo parto.
- Maria, amica di Luisa, diviene la seconda moglie di Delmo e alleva tutti i figli.
- Leone, primogenito di Delmo e Luisa.
- Ada, seconda figlia di Luisa e Delmo.
- Severo e Olmo, figli di Maria e Delmo.
- Signorina, ultimogenita di Delmo e Maria: è chiamata così dal padre perché questo era il nomignolo di una locomotiva molto elegante.
- Mario Foschini, ragazzo di Ada, non gradito da Delmo; ha aderito al fascismo sin dall'inizio e partecipa a tutte le guerre dal 1935 al 1945.
- Impero, figlio di Ada e Mario, si chiama anche Italo e Romano.
- Signorina Mei, sarta del paese con un avviato laboratorio: maestra di Signorina.
- Gianna, amica di Signorina, è sposata con Giuliano.
- Beppe, cugino di Giuliano, fidanzato e poi sposo di Signorina.
- Ivo, figlio di Beppe e Signorina.
- Nanda, sorella di Beppe.
- Carla, cugina di Beppe e Nanda.
- Amelia, mamma di beppe e Nanda.

## Edizioni
- Ugo Riccarelli, L'amore graffia il mondo: romanzo, Mondadori, Milano 2012 ISBN 978-88-04-61627-6
- Ugo Riccarelli, L'amore graffia il mondo, Centro internazionale del libro parlato, Feltre 2013
- Ugo Riccarelli, L'amore graffia il mondo, legge: Queirolo, M. E., Modena, 2014
- Ugo Riccarelli, L'amore graffia il mondo, Oscar Mondadori, Milano 2015 ISBN 978-88-04-64857-4
- Ugo Riccarelli, L'amore graffia il mondo, San Paolo, Milano 2017 Distribuito con Famiglia Cristiana